# Simon Fraser (15e lord Lovat)
Pour les articles homonymes, voir Simon Fraser et Fraser.
Simon Christopher Joseph Fraser dit Lord Lovat (9 juillet 1911 – 16 mars 1995), 15e lord Lovat (aussi connu comme le 17e) et 4e baron Lovat, général de brigade, est le commandant de la Première brigade spéciale durant la Seconde Guerre mondiale.

## Biographie
Il est le fils de Simon Fraser (14e Lord Lovat) et fait ses études au Ampleworth College puis au Magdalen College, Oxford.
Officier de commando, il participe à des raids réussis sur les iles Lofoten et Hardelot.
La Première brigade spéciale était une unité de commandos britanniques qui comprenait notamment l'Army Commando no 4 au sein duquel se trouvaient 177 Français du premier bataillon de fusiliers marin commando du commandant Philippe Kieffer. Il s'illustra avec ses hommes notamment lors de l'opération Jubilee et du débarquement de Normandie.
Il est « le plus doux des hommes qui ait jamais sabordé un bateau ou tranché une gorge », écrit à son sujet Winston Churchill à Staline, citant le poète Byron.
Dans le film Le Jour le plus long, son rôle est interprété par Peter Lawford.

## Carrière militaire
- Sous-lieutenant des Lovat Scouts (Armée Territoriale, Territorial Army) le 5 février 1930.
- Nommé sous-lieutenant Scots Guards (Armée d'active) le 3 septembre 1932.
- Lieutenant Scots Guards 27 août 1934.
- Capitaine des Lovat Scouts le 8 juillet 1939.
- Capitaine (commandant à titre temporaire) Lovat Scouts : Military Cross le 7 juillet 1942, Raid sur Boulogne.
- Commandant (avec rang de lieutenant-colonel) Lovat Scouts : Distinguished Service Order le 2 octobre 1942, Raid de Dieppe.

## Décorations
- Compagnon du Distinguished Service Order (DSO-2/10/42)
- Military Cross (MC-7/07/42),
- Territorial Decoration (TD- 24/11/1953)
- Commandeur de l'Ordre de St Jean de Jérusalem (KStJ-décembre 1945),
- Insigne de Baronnie (novembre 1933), appellation Sir
- Chevalier de la Légion d'honneur (France)
- Croix de guerre 1939–1945 avec palme (France)
- Ordre de Souvorov (URSS)
- Croix de la Libération (Norvège)